# Osteoartropatía hipertrófica
La osteoartropatía hipertrófica, OAH, osteoartropatía de Bamberger-Marie, enfermedad de Bamberger-Marie, síndrome de Pierre-Marie-Bamberger o, sencillamente, enfermedad de Marie, antes llamada osteoartropatía hipertrófica pulmonar es un síndrome osteoarticular que se caracteriza por la tríada de acropaquia (crecimiento y engrosamiento anormal de los dedos), dolor articular y periostosis de los huesos largos distales de las extremidades. También puede acompañarese de paquidermia.

## Historia
La osteoartropatía hipertrófica pulmonar fue descrita por primera vez en 1890 por el neurólogo francés Pierre Marie (1853-1940). Junto con el químico alemán Eugen von Bamberger habían investigado la afirmación de Hipócrates acerca de que las patologías pulmonares provocaban cambios esqueléticos. El descubrimiento de esta enfermedad fue la comprobación de la teoría griega, y por este motivo la enfermedad lleva el nombre de ambos, y los dedos en palillo de tambor, el del médico griego: hipocratismo digital o dedos hipocráticos.

## Clasificación
La osteoartropatía hipertrófica puede ser primaria cuando ocurre sin asociación a otra patología, o secundaria cuando aparece como manifestación previa o posterior a alguna de las enfermedades con las que se ha asociado.
La osteoartropatía hipertrófica primaria, también se denomina paquidermoperiostosis primaria, tiene un factor hereditario familiar y cursa como un cuadro crónico. Se describen 3 formas de OHP:
- Una completa con paquidermia y periostitis.
- Una incompleta con anormalidades óseas pero sin paquidermia.
- Una frustra con paquidermia prominente y con mínimos o ningún cambio óseo.[6]

La osteoartropatía hipertrófica secundaria, se asocia a otras enfermedades y tiene una evolución relativamente más rápida.

## Epidemiología
La osteoartritis hipertrófica primaria es una enfermedad rara. Tiene una predisposición hereditaria ligada al sexo, con un claro predominio en los hombres, con una relación hombre:mujer de 9:1. Se evidencia desde la niñez o adolescencia. Representa entre un 3 y un 5% de todas las osteoartropatías hipertróficas.
La osteoartropatía hipertrófica secundaria presenta incidencias por sexo relacionadas con la epidemiología de la enfermedad asociada. Rara vez se ve en niños o adolescentes; el intervalo más común de presentación es entre los 55 y 75 años.
Del 1 al 10% de los casos de osteoartropatía hipertrófica presentan uno o más tumores pulmonares. También se las encuentra asociadas con metástasis pulmonares de otros tumores o a tumores de la pleura (típicamente mesotelioma). El 90% de los casos de OAH presentan tumores malignos o benignos del pulmón u otras partes del tórax.

## Etiología
La osteoartropatía hipertrófica primaria, se conoce también como paquidermatosis primaria o síndrome de Touraine-Solente-Godé. Se trata de una enfermedad autosómica dominante y se cree que también recesiva, fuertemente asociada con los varones (relación hombre-mujer 9:1).
La etiología de la osteoartropatía hipertrófica secundaria es desconocida. No obstante, se ha demostrado su asociación con múltiples enfermedades cardíacas, pulmonares, abdominales y oncológicas, mayoritariamente con el cáncer de pulmón.
De hecho, de todos los pacientes con cáncer de pulmón de células pequeñas entre un 1 y un 5% desarrollan OAH como un síndrome paraneoplásico.
Otros tumores también pueden cursar acompañados de OAH: leucemia mieloide aguda, carcinoma nasofaríngeo, linfoma torácico, leiomioma de esófago y carcinoma de tiroides. Se desconoce el mecanismo mediante el cual los tumores desencadenan la osteoartropatía.
La OAH puede verse en procesos infecciosos como la infección de un baipás aórtico.
Algunas formas de la enfermedad de Marie están asociadas al enfisema crónico, a la fibrosis quística o a las enfermedades crónicas por inhalación: silicosis, hidrocarburos, cenizas volcánicas, etc.

## Patogenia
Se han propuesto varios mecanismos patogénicos que podrían contribuir al desarrollo de la enfermedad:
- Aumento de actividad de fibroblastos por mayor activación de las vías de señales mediadas por proteínas Wnt.[14]
- Aumento del factor de crecimiento endotelial vascular (VEGF, por sus siglas en inglés).[15]
- Producción excesiva de prostaglandina E2.[15]

## Cuadro clínico

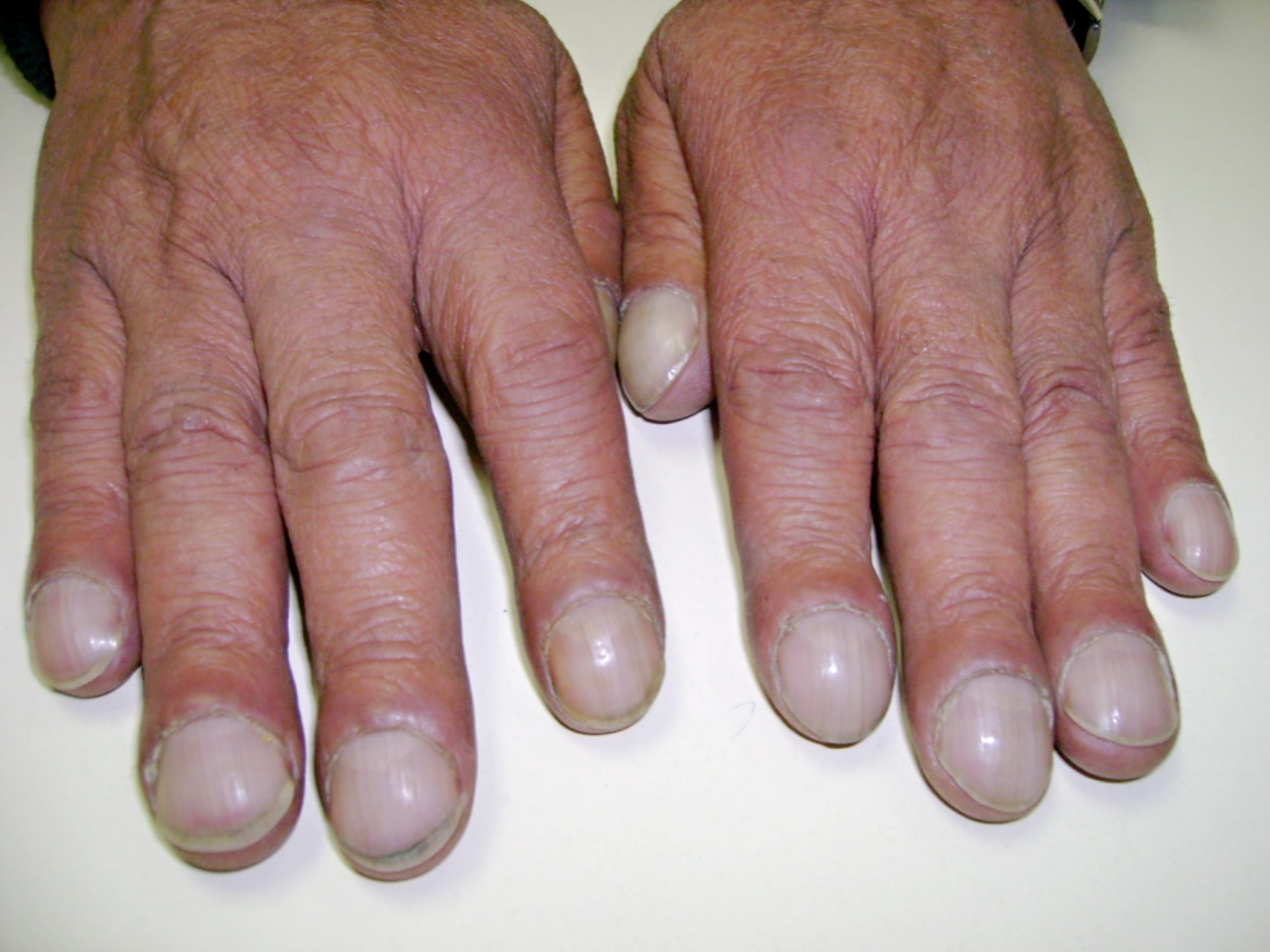
Acropaquia o dedos en palillo de tambor

El síndrome se caracteriza por ensanchamiento de los dedos de manos y pies (a menudo sin hipoxia) y dolor en las articulaciones y huesos de las extremidades.
En la osteoartropatia hipertrófica primaria y en las formas lentas de la osteopatía hipertrófica secundaria, el cuadro clínico es poco notorio y generalmente, asintomático. Suele comenzar pasada la adolescencia pero algunos síntomas pueden presentarse en la niñez o adolescencia. Su desarrollo en severidad puede durar entre 5 a 10 años, posterior a lo cual suele mantenerse estable por toda la vida.  Estos pacientes rara vez consultan por su sintomatología, puesto que los cambios son asumidos gradualmente como propios de su imagen personal. El motivo de consulta más frecuente es el dolor en las articulaciones de las rodillas o tobillos, y en algunos casos por el engrosamiento intenso del rostro y los surcos faciales. Para la forma hereditaria, que corresponde entre un 25% a un 38% de estos casos, se asocian otras condiciones en forma variable: cutis verticis gyrata, seborrea y ptosis palpebral.
En la osteoartropatía hipertrófica secundaria, la tríada sintomática se presenta en forma más rápida, y predominan las lesiones de tipo inflamatorio de las articulaciones y huesos largos, presentándose como una artritis, con sintomatología dolorosa que se acentúa en el día y con la actividad. Este cuadro clínico suele preceder por varios meses la aparición de otros síntomas generales que acompañan a la enfermedad primaria (fatiga, fiebre, pérdida de peso) o a los síntomas respiratorios (tos, hemoptisis, dolor torácico, disnea). La edad de aparición ocurre entre los 30 y 70 años. Los cambios en el hueso son el hallazgo más notorio, se desarrolla rápidamente y es doloroso. Los cambios en la piel suelen ser menores o estar ausentes. Todas estas alteraciones desaparecen si se sana la enfermedad primaria.
La osteoartropatía hipertrófica puede confundirse con otras acropaquias (engrosamiento de los extremos de los huesos), también llamadas dedos hipocráticos o dedos en palillo de tambor. Ambas presentan crecimiento óseo subperióstico o periostitis (inflamación del periostio) de los huesos largos, metacarpo, metatarso y falanges.
A diferencia de las acropaquias simples, puede presentar varias o todas de las siguientes características:
- Formación de periostio nuevo en los extremos distales de los miembros.
- Tobillos, rodillas, muñecas y codos con cambios que recuerdan los producidos por la artritis. Estos cambios son siempre simétricos y afectan tanto a las articulaciones en sí como a los tejidos circundantes.
- Rostro surcado de arrugas, con rasgos gruesos y pesados. Esto se debe a un crecimiento anormal del tejido celular subcutáneo de la cara. Lo mismo ocurre con los tejidos blandos de brazos y piernas.
- Eritema crónico en brazos y piernas, parestesia y sudoración, a menudo acompañados de otros cambios neurovasculares patológicos.
- Dolor, característica exclusiva de la OAH, ya que normalmente las acropaquias comunes son indoloras.

## Diagnóstico diferencial
Aunque el crecimiento de periostio nuevo se considera la "firma" personal de la OAH, su mera presencia no es suficiente para construir un diagnóstico. Esto es así porque se han descrito casos de OAH que cursan sin periostitis, y porque muchos casos de sífilis, escorbuto y envenenamientos por fluoruros pueden estar acompañados de crecimiento de periostio sin estar en absoluto relacionados con la OAH. Del mismo modo, las acropaquias pueden o no estar presentes, difuminando y complicando el diagnóstico clínico.
Esta variabilidad de signos y síntomas es la causa de que muchas veces la OAH se diagnostique mediante estudios destinados a diagnosticar o tratar otras patologías. Por ende, solo el correcto interrogatorio clínico y un examen físico completo puede resultar en un diagnóstico adecuado.
Los pacientes refieren dolores ósteoarticulares distales, aunque las molestias pueden incluir la articulación temporomandibular, las clavículas y los hombros. Las parestesias, la sudoración excesiva, los calores y el eritema distal son relativamente frecuentes. Algunos casos pueden presentar ginecomastia moderada. El progreso de los síntomas es insidioso, y puede preceder en meses a la confirmación radiológica de la periostitis. Algunas articulaciones pueden presentar movimientos limitados, a causa de los frecuentes derrames sinoviales.
Ni el análisis de sangre ni de líquido sinovial presentan utilidad diagnóstica: no se observan en ellos desviaciones de los valores normales.
El diagnóstico diferencial de la OAH con respecto a otras enfermedades con las que podría confundirse es el siguiente:
- Artritis reumatoidea: La artritis reumatoidea no presenta periostitis, y el líquido sinovial no es normal sino inflamatorio.
- Acromegalia: La imagen radiológica no muestra cambios periostíticos pero sí acromegálicos: osteofitos generalizados —particularmente en falanges distales— y ensanchamiento de la silla turca del esfenoides.
- Esclerosis sistémica: Induración dolorosa de manos y pies, sin imagen radiológica de periostitis.
- Dermatomiositis y polimiositis: No presentan acropaquia ni signos radiológicos de periostitis.
- Leucemia aguda: Si bien puede haber infiltración articular e inflamación de los tejidos periarticulares, los cambios acropáquicos y la imagen radiológica de periostitis están ausentes.
- Hinchazón de extremidades inferiores: Suelen presentar tromboflebitis, mixedema y estasis venosa, ausentes en la OAH.
- Dolores de piernas: Cursan con neuritis y/o enfermedad de Paget, ausentes en la osteoartropatía.

## Diagnóstico
La imagen radiológica de la periostitis muestra huesos tubulares provistos de una fina línea esclerótica, separada de la corteza por una banda radiolúcida. Los huesos afectados son el cúbito, el radio, la tibia y el fémur. Los cambios patológicos en costillas, omóplatos, clavículas y mandíbula son raros.
Al realizar una gammagrafía isotópica con pirofosfato de tecnecio 99, se observa que el radionucleido se concentra en el periostio, porque tiende a agruparse en las zonas donde crecen los osteoblastos. Si esto no ocurre, se puede descartar la OAH.

## Tratamiento
Dado que la causa de esta enfermedad es normalmente la presencia de un tumor maligno en el tórax, los síntomas remiten parcial o totalmente al tratar correctamente el tumor. Así, la cirugía, la quimioterapia y la radioterapia consiguen a menudo excelentes resultados. Asimismo, los síntomas responden bien al tratamiento con antiinflamatorios no esteroides.

## Pronóstico
El adecuado tratamiento de la causa —en las OAH secundarias— provoca la regresión de los síntomas al tratar la patología primaria (cáncer, fibrosis, silicosis, etc.). La OAH hereditaria tiene generalmente buen pronóstico.

## Otras enfermedades epónimas
La enfermedad de Marie no debe ser confundida los siguientes epónimos:
- Anartria de Marie, incapacidad del habla en personas con lesiones cerebrales focales.
- Ataxia de Marie, enfermedad hereditaria que provoca atrofia del cerebelo.
- Encefalitis de Marie-Strümpell: Hemiplejia pediátrica aguda.
- Enfermedad de Charcot-Marie-Tooth, un síndrome que se caracteriza por le debilitación progresiva de los músculos distales de brazos y piernas, encuadrado entre las neuropatías sensoriomotrices hereditarias.
- Enfermedad pituitaria de Marie: patología crónica producida por un adenoma de hipófisis. Provoca hipersecreción de hormona del crecimiento con el consiguiente alargamiento de los huesos.
- Maniobra y reflejo de Marie-Foix: manipulación destinado a producir un reflejo de flexión en las articulaciones del miembro inferior, signo de lesiones neuronales altas.
- Reflejo de aducción cruzada de Marie: Reflejo aductor contralateral.
- Síndrome de Marie-Foix-Alajouanine: Ataxia cerebelosa del anciano, asociada al alcoholismo.
- Síndrome de Marie-Léri: Deformidades de las manos por osteólisis de las articulaciones superiores de los dedos.
- Síndrome de Schauthauer-Marie-Sainton: Anomalía ósea bastante común, caracterizada por sus muchos síntomas.